# Southport, Indiana
Southport är en ort i Marion County i delstaten Indiana, USA.